# Npm (manager pakietów)
npm – domyślny manager pakietów dla środowiska Node.js, może być także używany do zarządzania warstwą front-end aplikacji WWW. NPM to także repozytorium pakietów (nazywane rejestrem npm) oraz nazwa firmy (npm, Inc.), która nim zarządza. Istnieją także inne managery pakietów, które korzystają z repozytorium npm., np. Yarn.

## Historia
npm jest napisany całkowicie w języku JavaScript, zapoczątkowany został przez Isaaca Z. Schluetera, a zainspirowany managerami pakietów PEAR języka PHP oraz CPAN języka Perl.

## Opis
npm jest aplikacją wiersza poleceń, za pomocą której można instalować aplikacje dostępne w repozytorium npm. Strona domowa aplikacji zawiera wyszukiwarkę pakietów. Repozytorium jest publiczne i darmowe dla pakietów Open Source, ale istnieją także prywatne repozytoria dostępne za opłatą. npm jest standardowo dostępny, jeśli zainstalowane jest środowisko Node.js.

## Przykład
Instalacja pakietu odbywa się poprzez wykonanie poniższego polecenia:
```
npm install moment
```

Następnie, w aplikacji Node.js można użyć pakietu w następujący sposób:
```
var moment = require(‘moment’).
```